# Gildnica
Gildnica (deutsch Amalienburg) ist ein Wohnplatz in der Woiwodschaft Westpommern in Polen. Er gehört zur Gmina Radowo Małe (Gemeinde Klein Raddow) im Powiat Łobeski (Labeser Kreis).
Der Wohnplatz liegt in Hinterpommern, etwa 60 Kilometer nordöstlich von Stettin und etwa 20 Kilometer westlich der Kreisstadt Labes. Gut ½ Kilometer nördlich des Wohnplatzes verläuft die Woiwodschaftsstraße 147.
Das Gut Amalienburg gehörte seit dem 19. Jahrhundert zum Gutsbezirk Justemin. Im Jahre 1910 wurden in Amalienburg 49 Einwohner gezählt.
Später wurde der Gutsbezirk Justemin mit Amalienburg in die Landgemeinde Justemin eingemeindet. Bis 1945 bildete Amalienburg einen Wohnplatz in der Gemeinde Justemin und gehörte mit dieser zum Kreis Regenwalde der preußischen Provinz Pommern.
Nach dem Zweiten Weltkrieg kam Amalienburg, wie ganz Hinterpommern, an Polen. Es erhielt den polnischen Ortsnamen „Gildnica“. Heute liegt der Wohnplatz in der polnischen Gmina Radowo Małe (Gemeinde Klein Raddow), in der es zum Schulzenamt Gostomin (Justemin) gehört.